# Eddie Murphy (skridskoåkare)
Edward S. "Eddie" Murphy, född 1 februari 1905 i La Crosse, död 20 september 1973 i Bellwood, var en amerikansk skridskoåkare.
Murphy blev olympisk silvermedaljör på 5 000 meter vid vinterspelen 1932 i Lake Placid.